# Cimentier (navire)
Pour les articles homonymes, voir Cimentier.

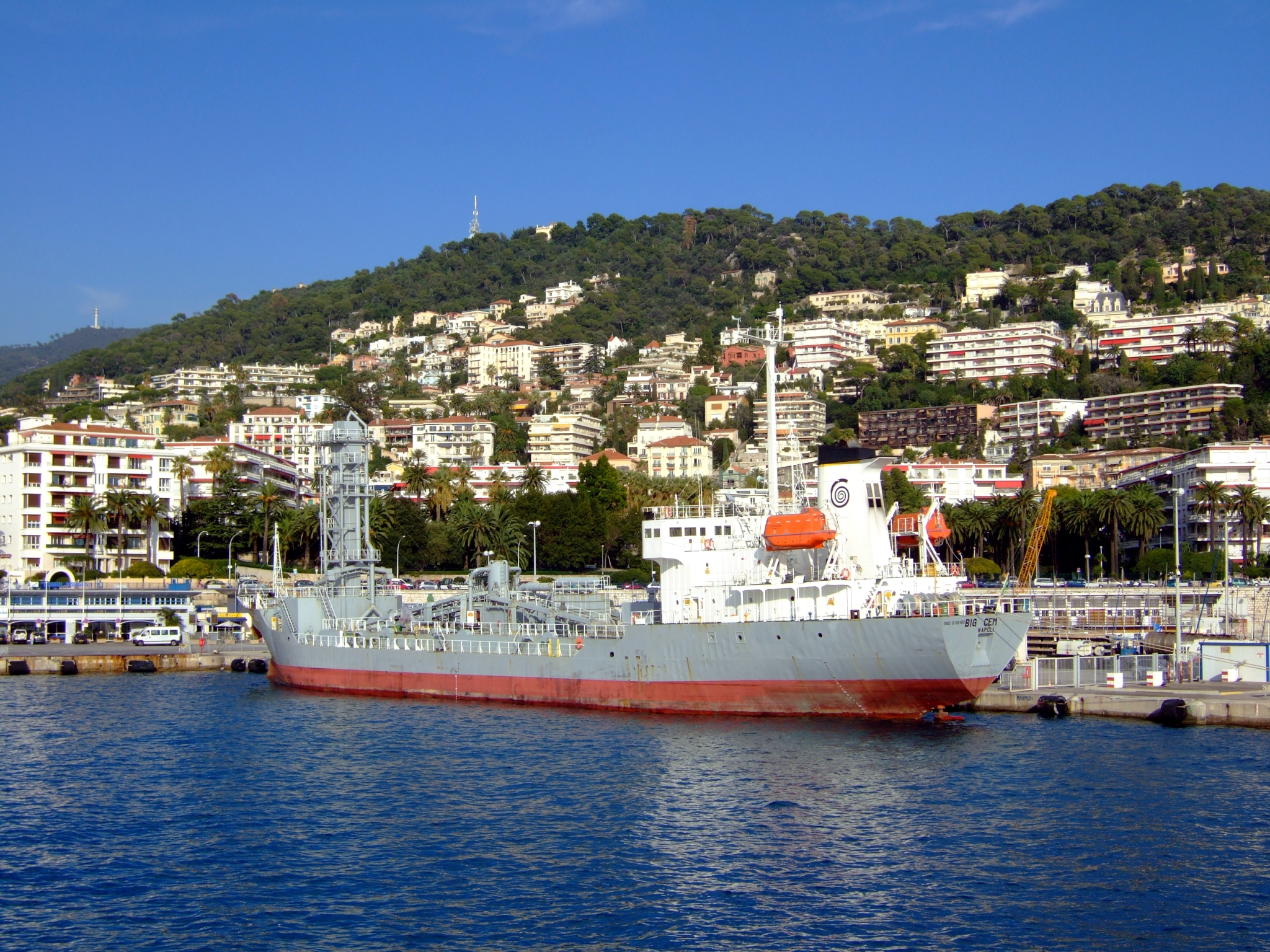
Le cargo-citerne italien "BIG CEM" pour le transport de ciment en vrac, en cours de chargement dans le port de Nice ayant pour destination la Corse

Un cimentier est un navire vraquier spécialisé dans le transport de ciment ; ces navires sont en général restreints à cette unique cargaison, mais peuvent parfois être utilisés pour le transport d'autres pulvérulents comme l'alumine.
Par rapport à un vraquier normal, un cimentier se distingue par l'utilisation quasi systématique de systèmes autodéchargeants, le plus souvent pneumatiques ; (un système benne et trémie n'est en général pas adapté à cette cargaison). La vitesse de chargement et de déchargement est de l'ordre de 250 m3 par heure, alimenté par des semi-remorques également vraquiers.
Les dimensions de ces navires sont relativement restreintes, de l'ordre de 10 000 à 30 000 tonnes de port en lourd pour 100  à   150 mètres de long.